# Kanal København
Kanal København var en reklamefinansieret tv-station, der dækkede Hovedstadsregionen og flere andre store byer i Danmark via UHF-signal og kabel. Kanal København lukkede ved udgangen af 2008. Siden november 2009 har Kanal Hovedstaden overtaget navnet for at sende tv på internettet. Et særkende er den store andel af danskproducerede og dansksprogede programmer. Der sendes ingen amerikanske serier.
Kanal København blev set hver måned af omkring 920.000 unikke seere og 550.000 ugentligt. Den væsentligste årsag til stationens popularitet var de erotiske filmklip, der blev sendt om natten. Ifølge Gallups TV-meter var Kanal København blandt Danmarks 20 mest sete tv-kanaler – om natten er kanalen endog den 3. mest sete kanal.[kilde mangler]

## Historie
Den daværende Kanal 23 lanceredes første gang som Kanal København den 1. april 1984. Den vandt for alvor popularitet da den havde en programflade med et mix af underholdnings-, nyheds-, musik-, erotik- og forbrugerprogrammer. År 2004 var et vendepunkt for Kanal København og herfra fik seertallene et eftertrykkeligt nøk opad. Kanal Københavns prime time kom under administration af producent- og broadcastselskabet Mediehuset København, der relancerede den kommercielle flade med et helt nyt kanal air-look og grafisk design, og viste et udpluk af de bedst producerede programmer fra de ikke-kommercielle lokale tv-stationer i aftenfladen. Missionen var og er at operere i et spændingsfelt mellem amatører og professionelle producenter og tv-stationer – og fordelingen var i 2008 50/50 procent mellem kommercielt og ikke-kommercielt producerede programmer.
Missionen var blevet en succes, og seertallet på den kommercielle sendeflade var i årenes løb stort set ligeligt fordelt mellem kl. 24.00-05.00 og 19.00-24.00.

## Programmer
Kanal Københavns sendeflade sent om eftermiddagen og aftenen er som udgangspunkt opdelt i følgende blokke:
17:00 – 18:00: Dokumentar- og debatprogrammer
18:00 – 20:00: Underholdningsprogrammer
20:00 – 22:00: Kulturelle programmer
22:00 – 24:00: Underholdningsprogrammer for unge
Eksempler på programmer:
- Mettes Mix: Et ugentligt talkshow med et programformat, der har dannet skole for talkshows på andre kanaler i Danmark. Blev relanceret i juni 2009.
- Digital: Et magasinprogram med det nyeste indefor forbrugerelektronik og interviews med branchefolk.
- EuropaMagasinet: Om aktuelle emner i EU og Europa.
- MovieMakers: Film af morgendagens danske filminstruktører.
- Dansk Top Scenen: Et musikprogram med musik i dansktop-genren. I dag er programmet det længstlevende dansktopprogram.
- Roniky Comedy Show: Dette crazy sketch show er dansk og vises ca. en gang om ugen. Det var beværtet af Niki Topgaard og Ronnie Skov Jensen. En del af programmet sketches findes nu på webportalen Youtube[3].
- MC MagaCin: Dansk tv's eneste forbrugerprogram for motorcykelfolket med test af MC'er og nyheder fra den tohjulede verden.
- En nation i krise – et fællesskab i tomgang: En programserie om Danmark og EU, og mulighederne for at nå Unionens ambitiøse mål frem mod år 2020.
- Københavnemiljøer: En lille udsendelsesrække om nogle af de mere ukendte sider af livet i havnen, som overlever trods nye tider langs havneløbet.
- Floor Wars: Elitedansere fra hele verden deltager i breakdance-konkurrencen Floor Wars.